# 川榮李奈
川榮李奈（日语：／ Kawaei Rina */?，1995年2月12日—）是日本女藝人，為女子偶像團體AKB48前成員，神奈川縣出身，所屬經紀公司為愛貝克思集團旗下之愛貝克思前鋒。2010年以AKB48十一期生身分出道。2015年8月4日自AKB48畢業，以演員為活動重心。

## 經歷

### 加入AKB48
川榮李奈由於喜歡AKB48，故參加了於2010年7月舉辦的AKB48第11期生甄選會，並成功通過。同年10月10日，在AKB48首個戶外演唱會「AKB48東京秋祭」上，川榮跟其他9名第11期生初次亮相，正式進入演藝界。2011年6月，AKB48宣布在設立Team A、K、B三隊各有16人的小分隊後，新設立第四小分隊——Team 4，並於同年10月10日舉行其首場劇場公演，表演曲目為向日葵組 1st Stage「我的太陽」。由於當時Team 4僅有10名活躍成員，不足16人，當時還是研究生的川榮亦有參與這次公演。
2012年3月24日，在「業務連絡。拜託了，片山部長！」演唱會上，AKB48劇場經理戶賀崎智信宣布川榮跟岩田華怜、加藤玲奈、高橋朱里和田野優花同時晉升到Team 4。在Team 4終於齊集16人的同時，川榮也結束了研究生的生活，成為AKB48的正式成員。其後於5月23日發行的新單曲《仲夏的Sounds good!》中，她得以首次進入選拔組。不過，她的Team 4生活卻只有約6個月——8月24日，在AKB48首個東京巨蛋演唱會上，戶賀崎智信宣布廢除「Team 4」制度，其16名成員各自重新分配到Team A、Team K和Team B。川榮在這次「再組閣」中被調動到Team A。
川榮截至當時為止曾參與兩屆AKB48選拔總選舉（第三屆、第四屆），但無一入圍。

### 知名度提高
2012年10月，HKT48成員指原莉乃發行第2張個人單曲《懦弱的化妝舞會》，以名義「指原莉乃 with 杏李玲」（指原莉乃 with アンリレ）發行。其中「杏李玲」（アンリレ）是川榮李奈連同入山杏奈和加藤玲奈組成、負責為指原伴舞的組合。這是AKB48總製作人秋元康希望利用指原的高知名度，扶持三位具發展潛力的後輩之特別安排。這個四人組合在9月24日播出的音樂節目《Hey!Hey!Hey!Music Champ》中首次公開亮相。雖為伴舞，但站在舞蹈隊形中央位置的卻非主唱指原，而是川榮李奈；單曲其中一款封面亦以川榮作為主角。
同年10月31日發行、AKB48第28張單曲《UZA》的B面曲中，收錄了以新體制Team A名義的作品《孤獨的星空》（孤独な星空）。川榮被提拔跟同隊的高知名度成員渡邊麻友搭檔，一起擔任這首歌的雙中央成員（center）。此外，她亦是第28張單曲的B面曲《下一個Season》（次のSeason）的中央成員，以及在第30張單曲《So long!》中收錄的主要B面曲《Waiting room》中，跟HKT48研究生田島芽瑠一起擔任中央成員。
11月2日，由篠田麻里子領軍的新Team A舉行首場劇場公演，川榮演唱的分組曲為《天使的尾巴》（天使のしっぽ）。

### 成为BKA48 center至畢業
2013年4月20日，富士電視台綜藝節目《帅呆了！》（めちゃ×2イケてるッ!）舉辦特別企劃「国立咩茶水女子大学附属第48高等学校期末考试」，突擊測試AKB48成員的學業知識，並決定誰是「笨蛋center」。川榮跟其他13名成員都出席了這個節目。她在節目測驗的答案離奇古怪，例如將「Haste makes waste」（欲速則不達）中的Haste與Waste兩字誤會為人名，而將句子翻譯成「Haste和Waste變成了好朋友」，背錯，或是把酒精騷擾解釋成「男人突然打了羊駝（用力）」等，結果其成績在全部成員中墊底。雖然川榮的笨蛋形象早為AKB48的歌迷們所熟悉，但透過對一般民眾也有高收視率的該節目，她的名聲才真正廣為人知，而在節目中得知自己排名最後時的驚呼「這是騙人的吧！」（嘘だろうが！）更予人深刻印象。
在這集節目中排名最低的7名成員組成了名為「BKA48」的組合（意思是「笨蛋48」），當中成績最差的川榮成為這個組合的中央成員「笨蛋center」。AKB48總製作人秋元康在5月18日播出的《帥呆了！》中，稱「為了給予川榮一生的回憶」，特別為她寫了一首歌。這首歌以她在節目中的古怪答案命名，名為《Haste和Waste》（ハステとワステ），歌詞也是以她在節目中的各種離譜答案串成。這首歌收錄於同年5月22日發行的第31張單曲《再見自由式》之Type-B版本之中，作為搭配的B面曲之一。
臨近第五屆選拔總選舉，所有參選成員的「政綱宣傳」影片都上載到AKB48的YouTube官方頻道上。雖然川榮在上屆選舉中落選未入圍前64名的成員名單，但截至5月14日，她的影片播放次數卻達到27萬次，在246名成員中排第二；僅次於上屆第1名大島優子（超過83萬次）。網上對此現象議論紛紛，有人推測她在《帅呆了！》的表現讓她人氣急升。川榮在5月22日公布的速報中排第33名，首次進入當選範圍，並順利在6月8日開票的總選舉中獲得第25名的成績（26,794票），第一次入圍就進入了相當於第二集團的「Under Girls」分組中。
2014年5月25日，川榮於岩手產業文化中心的握手會中被1名24歲無業男子用鋸子砍傷，致其右手虎口至手腕间留下一道永久性伤疤（詳見「AKB48握手會傷人事件」），同行的入山杏奈以及1名男性工作人員亦負傷，但無生命危險。6月7日，於「AKB48第37張單曲選拔總選舉」（第六次總選舉）以39,120票獲得第16名，成為第37張單曲選拔成員。7月，在《AKB48的All Night Nippon》（日本放送）中公布通過藥膳協調師資格考試的消息。9月17日，於「AKB48 Group 猜拳大會2014」中發表入選為第38張單曲選拔成員。10月8日，出演於AKB48劇場舉行的「Team A 7th Stage《戀愛禁止條例》」公演，正式回歸舞台。
2015年3月26日，於AKB48春季單獨演唱會宣布畢業。4月8日，她所參與的組合「喵KB with 熊貓小土龍」以動畫《妖怪手錶》（東京電視台）的片尾曲《偶像是喵喵喵這件事》正式CD出道。6月27日，在音樂節目上公佈畢業公演日期為8月4日，而畢業演唱會則於8月2日在埼玉超级竞技场舉行。7月29日，川榮與AKB48其他成員一同參與FNS歌謠祭Live演出，為其最後一次以AKB48成員身分參與的電視直播節目。8月2日，於埼玉超級競技場舉行畢業演唱會「AKB48盛夏的单独演唱会 in 埼玉超级竞技场～川榮的事情最喜欢了～」。8月4日，於AKB48劇場舉行畢業公演，正式從AKB48畢業。8月5日，川榮自經紀公司AKS移籍至avex vanguard，發展重心為演員。

### AKB48畢業後至今
2015年9月起，初次主演舞台劇《AZUMI 幕末篇》，其表現獲好評。11月，NHK電視台公布由川榮飾演2016年晨間劇《當家姐姐》的「森田富江」一角。
2018年10月，首次主演的電影《戀愛水滴》上映。
2020年12月24日，NHK電視台公布由川榮飾演2021年晨間劇《Come Come Everybody》的三位女主角之一「日向」一角，經過3061位競爭者的徵選中脫穎而出，也是AKB集團首位主演晨間劇的成員。
2023年10月20日，開設個人官方網站。

## 個人生活
2019年5月17日，宣布與演員廣瀬智紀結婚並已懷孕。11月，宣布第一個孩子已經出生。
2023年1月1日，宣布再次懷孕。6月30日，宣布第二個孩子已經出生。

## 人物
- 自2010年進入AKB都未有自我介紹詞（catch phrase），直至2012年11月，在《月刊Hero's》的合作企劃中向支持者收集意見，才將之定為「以爆發的笑容成為微笑center。我是川榮李奈」（弾ける笑顔でスマイルセンター。川栄李奈です。）。[48]
- 川榮共參與AKB選拔次數8次，單曲選拔總選舉名次：第三屆總選舉和第四屆總選舉皆未入圍，第五屆總選舉獲第25名（26,764票），第六屆總選舉獲第16名（39,120票）。
- 和高橋朱里、小嶋菜月、橫山由依關係極好。和高橋朱里、田野優花、大島涼花常一起合稱為「KSGK（クソガキ，意指「臭小鬼」）」[49]。亦和橫山由依並稱為「橫榮」[50]。
- 以「演員」為目標，曾表示同團成員大島優子是其憧憬的前輩[51]，另因2014年和滿島光合作電視劇《對不起青春！》之契機，亦多次在專訪中表示滿島光是欣賞的演員[52]。
- 擁有藥膳調理師的技能證照。
- 和志尊淳是通信制高中的同班同學[53]。

## 音樂作品

### 參與演唱的AKB48歌曲

#### 單曲CD
|      | 發行日期       | 單曲名稱           | 參與歌曲名稱       | 名義            | 備註   |
| ---- | -------------- | ------------------ | ------------------ | --------------- | ------ |
| 20th | 2011年2月16日  | 變成櫻花樹         | 黃金中央人物       | Team研究生      |        |
| 21st | 2011年5月25日  | Everyday、髮箍     | Anti               | Team研究生      |        |
| 23rd | 2011年10月26日 | 風正在吹           | 蓓蕾               | Team4+研究生    |        |
| 25th | 2012年2月15日  | GIVE ME FIVE!      | NEW SHIP           | Special Girls A |        |
| 26th | 2012年5月23日  | 仲夏的Sounds good! | 仲夏的Sounds good! |                 | A面曲  |
| 27th | 2012年8月29日  | 格子花紋           | 那一天的風鈴       | Waiting Girls   |        |
| 28th | 2012年10月31日 | UZA                | 下一個Season       | Under Girls     | center |
| 28th | 2012年10月31日 | UZA                | 孤獨的星空         | Team A          | center |
| 29th | 2012年12月5日  | 永遠的壓力         | 最特別的耶誕節     |                 |        |
| 29th | 2012年12月5日  | 永遠的壓力         | 比永遠更長久       | OKL48           |        |
| 30th | 2013年2月20日  | So long!           | Waiting room       | Under Girls     | center |
| 30th | 2013年2月20日  | So long!           | Ruby               | Team A          |        |
| 31st | 2013年5月22日  | 再見自由式         | 再見自由式         |                 | A面曲  |
| 31st | 2013年5月22日  | 再見自由式         | 活下去             | Team A          |        |
| 31st | 2013年5月22日  | 再見自由式         | Haste和Waste       | BKA48           | center |
| 32nd | 2013年8月21日  | 恋愛幸運餅         | 思考愛的含義       | Under Girls     |        |
| 33rd | 2013年10月30   | 真心電流           | 真心電流           |                 | A面曲  |
| 33rd | 2013年10月30   | 真心電流           | 倒數KISS           | Team A          |        |
| 34th | 2013年12月11日 | 倘若在梧桐樹什麼的 | Mosh&Dive          |                 |        |
| 34th | 2013年12月11日 | 倘若在梧桐樹什麼的 | Party is over      |                 |        |
| 35th | 2014年2月26日  | 勇往直前           | 勇往直前           |                 | A面曲  |
| 36th | 2014年5月21日  | 拉布拉多獵犬       | 拉布拉多獵犬       |                 | A面曲  |
| 36th | 2014年5月21日  | 拉布拉多獵犬       | 你如此任性         | Team A          |        |
| 37th | 2014年8月27日  | 心意告示牌         | 心意告示牌         |                 | A曲面  |
| 38th | 2014年11月26日 | 希望无限           | 希望无限           |                 | A曲面  |
| 38th | 2014年11月26日 | 希望无限           | 顺从的Slave        | Team A          |        |
| 39th | 2015年3月4日   | Green Flash        | Green Flash        |                 | A曲面  |
| 39th | 2015年3月4日   | Green Flash        | 来真的吗Fight      |                 |        |
| 39th | 2015年3月4日   | Green Flash        | 春光靠近的夏日     | AKB48           |        |
| 40th | 2015年5月20日  | 我们不战斗         | 我们不战斗         |                 | A曲面  |
| 40th | 2015年5月20日  | 我们不战斗         | 你的第二章         |                 | center |
| 41st | 2015年8月26日  | Halloween Night    | 混混机关枪         |                 |        |

#### 專輯CD
|     | 發行日期      | 專輯名稱                     | 參與歌曲名稱      | 名義                       | 備註   |
| --- | ------------- | ---------------------------- | ----------------- | -------------------------- | ------ |
| 3rd | 2011年6月8日  | 就是在這裡                   | High school days  | Team研究生                 |        |
| 3rd | 2011年6月8日  | 就是在這裡                   | 就是在這裡        | AKB48、SKE48、SDN48和NMB48 |        |
| 4th | 2012年8月15日 | 1830m                        | 直角Sunshine      | Team 4                     |        |
| 4th | 2012年8月15日 | 1830m                        | 在曾經看見的海底  | Up-and-coming girls        |        |
| 4th | 2012年8月15日 | 1830m                        | 藍天 不會寂寞嗎？ | AKB48、SKE48、NMB48和HKT48 |        |
| 5th | 2014年1月22日 | 未来轨迹                     | 足以确信的东西    | Team A                     |        |
| 5th | 2014年1月22日 | 未来轨迹                     | 我会努力          |                            | center |
| 5th | 2014年1月22日 | 未来轨迹                     | 我 像一片叶子     |                            |        |
| 6th | 2015年1月21日 | 這裡是羅德斯島、在這裡跳吧！ | 爱的存在          |                            |        |
| 6th | 2015年1月21日 | 這裡是羅德斯島、在這裡跳吧！ | Oh! Baby!         | Team A                     |        |
| 6th | 2015年1月21日 | 這裡是羅德斯島、在這裡跳吧！ | 巴拿马运河        |                            |        |
| 6th | 2015年1月21日 | 這裡是羅德斯島、在這裡跳吧！ | 最初的爱情故事    |                            |        |

#### 其他單曲
| 發行日期       | 單曲名稱             | 參與歌曲名稱         | 名義                 | 收錄於                    | MV | 備註                                    |
| -------------- | -------------------- | -------------------- | -------------------- | ------------------------- | -- | --------------------------------------- |
| 2012年10月17日 | 懦弱的化妝舞會       | 懦弱的化妝舞會       | 指原莉乃 with 杏李玲 | 指原莉乃 第二张单曲       | ★  | 未参与歌曲的录制 仅参加了DVD中MV的录制  |
| 2012年10月30日 |                      | Sugar Rush           | AKB48                | 《無敵破壞王》 電影原聲帶 | ★  | 《無敵破壞王》在全 球市場放映時的片尾曲 |
| 2016年2月3日   | 偶像就是嗚喵喵這件事 | 偶像就是嗚喵喵這件事 | 喵KB48               | 喵KB48 第一张单曲         | ★  | 《妖怪手錶》第51－67話片尾曲            |
| 2016年2月3日   | 偶像就是嗚喵喵這件事 | 不幸中的幸运少女     | 喵KB48               | 喵KB48 第一张单曲         |    |                                         |

### 劇場公演分組曲
| 公演名稱                             | 參與歌曲名稱        | 備註           |
| ------------------------------------ | ------------------- | -------------- |
| 研究生時期                           |                     |                |
| Team 研究生 Stage「劇場的女神」公演  | 你好 我的初戀       | Center         |
| Team 研究生 Stage「劇場的女神」公演  | 暴風雨之夜          |                |
| Team A 6th Stage「目擊者」公演       | 迷你裙精灵          | 前座Girls      |
| Team A 6th Stage「目擊者」公演       | 燃烧的路线          | 指原莉乃的代演 |
| Team A 6th Stage「目擊者」公演       | 仙人掌与淘金热      | 仲川遥香的代演 |
| Team K 6th Stage「RESET」公演        | 柠檬的年纪          | 前座Girls      |
| Team K 6th Stage「RESET」公演        | 心端的沙发          | 大岛優子的代演 |
| Team B 5th Stage「劇場的女神」公演   | 你好 我的初戀       | 渡边麻友的代演 |
| Team B 5th Stage「劇場的女神」公演   | 暴風雨之夜          | 佐藤夏希的代演 |
| Team 4 1st Stage「我的太陽」公演     | 暮蝉之恋            | 大场美奈的代演 |
| 大場Team 4時期                       |                     |                |
| Team 4 1st Stage「我的太陽」公演     | 我 朱麗葉與雲霄飛車 |                |
| 篠田・橫山Team A時期                 |                     |                |
| 篠田Team A「Waiting」公演            | 裙襬飄飄            |                |
| 篠田Team A「Waiting」公演            | 天使的尾巴          | Center         |
| 橫山Team A「Waiting」公演            | 遺憾少女            | Center         |
| 高橋Team A時期                       |                     |                |
| Team A 7th Stage「戀愛禁止條例」公演 | 戀愛禁止條例        | Center         |

## 出演作品

### 電視劇
- 馬路須加学園2 最終話（2011年7月1日，東京電視台）：飾 Rina（りな）
- 馬路須加学園3（2012年7月13日－10月5日，東京電視台）：飾 無名（名無し）
- So long! 第1集（2013年2月11日，日本電視台）：飾 牧野理子
- SHARK（日语：SHARK）（2014年1月11日－3月29日，日本電視台）：飾 紺野楓[54]
- 水手服殭屍（2014年4月19日－7月18日，東京電視台）：飾 秋月百花（主演，與大和田南那、高橋朱里三人主演）
- 對不起青春！（2014年10月12日－12月21日，TBS）：飾 神保愛
- 馬路須加學園4（2015年1月20日－3月31日，日本電視台）：飾 笨蛋（バカモノ）
- 馬路須加学園5 第2集（2015年8月25日，日本電視台、Hulu）：飾 笨蛋
- 彼岸花-警視廳搜查7課 第2集（2016年1月20日，日本電視台）：飾 桐谷可南
- 東京傷情故事（日语：東京センチメンタル） 第3集（2016年1月29日，東京電視台）：飾 羽田夏美（羽田なつみ）
- 早子老师，要结婚是真的吗？（2016年4月14日－6月16日，富士電視台）：飾 守山風子
- NHK晨間劇 當家姐姐（2016年4月23日－6月17日，NHK）：飾 森田富江→長谷川富江
  - 福助人偶的秘密（2016年11月19日）：飾 長谷川富江
- 死幣-DEATH CASH-（日语：死幣-DEATH CASH-）（2016年7月13日－8月3日，TBS）：飾 林繪里菜
- 戀聲情人夢（2016年9月2日－9月23日，東京電視台）：飾 高島カオリ
- Guard Center 24广域警備指令室（日语：ガードセンター24 広域警備指令室）（2016年9月16日，日本電視台）：飾 小川愛
- 想再打籃球與談戀愛（2016年9月19日－21日，富士電視台）：飾 菅原茜
- 勇者義彥和被引導的七人 第9集、最終話（2016年12月3日、12月24日，東京電視台）：飾 香西園佳
- 感情8號線（日语：感情8号線） 第1集、第4集－第6集（2017年1月15日、2月5日－2月19日，富士TWO（日语：フジテレビTWO））：飾 森崎真希
- 青空之剪（日语：アオゾラカット）（2017年3月15日，NHK BS Premium）：飾 仲井遙
- 你好、我是女優的相樂樹（日语：Friend-Ship Project） 第3集（2017年3月21日，東京電視台）：飾 店員佐藤
- 佛蘭肯斯坦之戀（日语：フランケンシュタインの恋）（2017年4月23日－6月25日，日本電視台）：飾 室園美琴
- 我們做了（2017年7月18日－9月19日，關西電視台）：飾 新里今宵
- 下北泽die hard 第2集（2017年7月29日，東京電視台）：飾 由依
- 真實的恐怖故事 夏之特别篇2017「护士铃」（2017年8月19日，富士電視台）：飾 橫山詩織
- FNS27小时电视 日本的历史（日语：FNS27時間テレビ (2017年)）幕末电视剧「我们的薩長同盟」（2017年9月10日，富士電視台）：飾 糸子（日语：西郷糸子）
- 跑女战国行（日语：アシガール）（2017年9月23日－12月16日，NHK综合）：飾 松丸阿湖
  - 跑女战国行SP 〜超時空恋爱漫画再会〜（2018年12月24日，NHK综合）
- 產科醫鴻鳥 第2季 第3集（2017年10月27日，TBS）：飾 山崎麗子
- 男之操（日语：男の操）（2017年11月12日－12月24日，NHK BS Premium）：飾 万田春子[55]
- 懸崖邊的飯店（日语：崖っぷちホテル!） 第3集－第10集（2018年4月29日－6月17日，日本電視台）：飾 小山内裕子[56]
- 健康有文化的最低限度生活（2018年7月17日－9月18日，關西電視台）：飾 栗橋千奈[57]
- 夜风之街 樱之国 2018（2018年8月6日，NHK综合）：飾 平野皆实
- 世界奇妙物語 2018秋季特別篇「聖誕節的怪物」（2018年11月10日，富士電視台）：飾 小野寺奈央（主演）
- NHK大河劇 韋駄天～東京奧運故事～（2019年1月6日－12月15日，NHK）：飾 知惠[58][59]
- 3年A班-從此刻起，大家都是我的人質-（2019年1月6日－3月10日，日本電視台）：飾 宇佐美香帆[60]
- 設計師 澀井直人的休假（日语：デザイナー 渋井直人の休日） 第1集、第7集（2019年1月18日、3月1日，東京電視台）：飾 [61]
- 家政夫三田園3（2019年4月19日－6月7日，朝日電視台）：飾 恩田萌[62]
- BG～終極保鏢～ 第二季 第2集（2020年6月25日，朝日電視台）：飾 守尾惠麻
- ＃遙距戀愛 普通的戀愛是邪道（2020年10月14日－12月23日，日本電視台）：飾 我孫子沙織[63]
- 認識的妻子（2021年1月7日－3月18日，富士電視台）：飾 劍崎渚[64]
- NHK大河劇 直衝青天（2021年2月14日－12月26日，NHK）：飾 美賀君[65]
- 星影的圓舞曲（2021年3月7日，NHK）[66]
- NHK晨間劇 Come Come Everybody 第71回－最終回（2022年2月10日－4月8日，NHK）：飾 大月日向（主演，與深津繪里、上白石萌音三人主演）
- 義經的手機（2022年5月24日－6月3日，NHK）：飾 源義經（主演）[67]
- 為親愛的我致上殺意（2022年10月5日－11月30日，富士電視台）：飾 Nami（女主角）[68]
- 我早就死啦！（2023年9月1日－10月7日，WOWOW）：飾 佐佐木咲[69]
- THE MYSTERY DAY〜追查名人連續失蹤事件之謎〜（2023年10月7日，日本電視台）：飾 安藤花惠[70]
- 隔壁的護佐姐姐（2024年1月10日－3月13日，日本電視台）：飾 櫻庭澪（主演）[71]
  - 隔壁的護佐姐姐 特別篇2025（2025年1月11日，日本電視台）：飾 櫻庭澪（主演）[72]
- 廢柴經紀人！-我來管理廢柴的藝人-（2025年4月20日－6月22日，日本電視台）：飾 神田川美和 / 隅田川道子（主演）[73]
- Fake Mommy（2025年10月－，TBS）：飾 日高茉海惠（主演，與波瑠雙主演）[74]

### 電影
- 劇場版 私立馬鹿蘭高校（2012年10月13日上映，Showgate（日语：博報堂DYミュージック&ピクチャーズ））：飾 梅林寺遙
- 死亡筆記本：決戰新世界（2016年10月25日上映，日本华纳家庭娱乐）：飾 青井櫻[75]
- 亞人（2017年9月30日上映，東寶）：飾 下村泉
- 愛上謊言的女人（日语：嘘を愛する女）（2018年1月20日上映，東宝）：飾 心葉 [76]
- Principal〜恋爱的我是主角吗？〜（日语：プリンシパル (漫画)）（2018年3月3日上映，Aniplex Inc.）：飾  国重晴歌[77]
- 老師君主（2018年8月1日上映，東寶）：飾 中村葵[78]
- 恋爱水滴（日语：恋のしずく_(映画)）（2018年11月20日上映，Broadmedia studio（日语：ブロードメディア））：飾 橘詩織（主演）[79]
- 人魚沉睡的家（日语：人魚の眠る家#映画）（2018年11月16日上映，松竹）：飾 川嶋真緒[80]
- 直到我遇見九月的愛（日语：九月の恋と出会うまで）（2019年3月1日上映，日本華納娛樂）：飾 香穂[81]
- 哭泣的赤鬼（2019年6月14日上映，KADOKAWA）：飾 雪乃[82]
- 殺手餐廳（2019年7月5日上映，日本華納娛樂）：飾 旅行社職員
- 一步一步的愛（日语：ステップ (小説)）（2020年7月17日上映，Avex Pictures）：飾 成瀬舞[83]
- 地獄花園（2021年5月21日，華納兄弟電影）：飾演 佐竹紫織[84]
- 詭屋（2024年3月15日上映，東寶）：飾 宮江柚希[85]
- Dear・Family（2024年6月14日，東寶）：飾演 坪井奈美[86]
- 憤怒小隊：公務員與七名詐欺師（2024年11月22日上映，NakaChika Pictures/JR西日本Communications）：飾演 望月櫻（望月さくら）[87]

#### 短篇電影
- 半透明的兩人（2022年6月8日，YouTube）：主演 文（與永山瑛太雙主演）[88]

### 電視動畫
- 怪獸世界征服（2025年4月，東京電視台）：主角 ぬし[89]

### 動畫電影
- 星光樂園 大家的憧憬♪ 去吧☆星光巴黎（2016年3月21日，Avex Pictures）：角色 迷你法露璐[90][91]
- 劇場版 精靈寶可夢 我們的故事（2018年7月13日，東寶）：角色 利莎[92]
- 乘浪之約（2019年6月21日，東寶）：主角 向水雛子（與片寄涼太雙主演）[93]
- 夏日幽靈（2021年11月12日，Avex Pictures）：角色 佐藤絢音[94]
- 蠟筆小新：幽靈忍者珍風傳（2022年4月22日，東寶）：角色 屁祖隱千代女[95][96]

#### 外語配音
- 酷寶：魔弦傳說（2017年11月18日，GAGA（日语：ギャガ））：角色 邪惡的雙胞胎姐妹[97]
- 靈魂急轉彎（2020年12月25日，Disney+）：角色 22號[98]

### 舞台劇
- AZUMI 幕末篇（2015年9月11日－24日，日本新國立劇場中劇場）：主演 阿墨[99]
- AZUMI 戰國篇（2016年11月11日－27日，Zepp Blue Theater六本木（日语：Zeppブルーシアター六本木））：主演 阿墨[100]
- 東京03 FROLIC A HOLIC 2018「我還不明白什麼叫帥氣。」（2018年2月22日，日本青年館表演廳）[101]
- 男友手機（2018年10月4日－21日，東京：有樂町 Alternative劇場／10月27日－28日，大阪：梅田藝術劇場 City劇院／10月31日，廣島：廿日市文化會館Sakurapia／11月3日，埼玉：Westa川越大廳／11月6日，仙台：電力廳／11月11日，北海道：七飯町文化中心Pioneer Hall／ 11月13日，札幌：Wakuwaku Holiday Hall）：主演 茜（與廣瀨智紀雙主演）[102]
- 神隱少女Spirited Away（2024年3月11日－30日，東京：帝國劇場／4月7日－20日，愛知：御園座／4月27日－5月19日，福岡：博多座／4月30日－8月24日，英國倫敦Coliseum劇院／5月27日－6月7日，大阪：梅田藝術劇場 主廳／6月15日－20日，札幌文化藝術劇場 hitaru）：主演 千尋（與橋本環奈、上白石萌音、福地桃子四人輪流主演）[103][104]

### 電視綜藝節目
- 自助餐（日语：バイキング (テレビ番組)）（2014年4月2日－2015年7月21日，富士電視台）- 週三固定班底 → 專屬外景報導員[105][106]
- 帶我去看“電影”吧（2015年10月4日－2016年9月25日，WOWOW）- 導覽主持[107]
- A-Studio（日语：A-Studio）（2018年4月6日－2019年3月29日，TBS）- 第10代助理主持[108]
- 黃金學習週（2018年4月30日－5月6日，日本電視台） - 塾生代表[109]

### 網路劇
- 川栄李奈と新どうが created by 木村好克（2017年9月，LINE LIVE）：飾演 下村泉[110]
- 單戀發送中（2017年11月15日－12月13日，Simeji特設網站）：飾演 李奈[111]
- 田中圭24時間電視（2018年12月15日－16日，AbemaSPECIAL2）：飾演 女性警官[112][113]

### 旁白
- 紀錄72小時（NHK綜合台）- 擔任旁白（解說）
  - 「名古屋 懷舊咖啡廳歡迎您」（2016年7月22日）[114]
  - 「四國 僅臨海的小車站」（2016年10月21日）[115]
  - 「北阿爾卑斯 天空中的帳篷村」（2016年11月11日）[116]
  - 「宮崎 街頭鋼琴奏響的旋律」（2017年1月27日）[117]
  - 「春天 在街角的皮包店」（2017年4月14日）[118]
  - 「都市中的小小葬禮」（2017年4月21日）[118]
  - 「巨大住宅區的二手商店裡 說聲你好與再見」（2017年7月21日）[119]
  - 「夏季甲子園 另一段青春物語」（2017年9月1日）[120]
  - 「和歌山 平價加油站的故事」（2024年7月19日）[121]
- 運動員的靈魂（NHK BS1）- 擔任旁白（解說）
  - 「朝東京奧運衝刺 乒乓球選手平野美宇」（2017年2月11日）[122]
  - 「跳躍吧！跨越低潮 雪板選手大江光」（2017年3月25日）[123]
  - 「突破極限 新生代 體操選手萱和磨」（2017年6月3日）[124]
  - 「突破極限綻放光芒 新體操選手喜田純鈴（16歲）」（2017年7月22日）[125]
- NHK特集（NHK綜合台）- 擔任旁白（解說）
  - 「貝利與唯醬」（2019年1月27日）[126]
  - 「貓咪紀實：貓也、杓子也。〈ますむらひろし與檸檬、哈提娜與柯瑪〉」（2019年8月22日）[127]
- 「貓咪紀實 元旦特別篇：ますむらひろし與門、哈提娜與柯瑪 特別篇」（2020年1月1日，NHK）- 朗讀演出[128]
- The Nonfiction（富士電視台）- 旁白
  - 「我們的學徒物語～愛哭鬼同期的四年紀錄～ 前篇／後篇」（2021年2月14日・21日）[129][130]
  - 「手風琴不要哭～單親媽媽的街頭藝人～」（2022年4月10日）[131][132]
  - 「愛哭舞妓物語2022～夢想與希望、淚水的去向～ 前篇／後篇」（2022年7月10日・17日）[133][134]
  - 「因為我決定自己生 前篇／後篇」（2023年7月30日・8月6日）[135][136]

### 電視廣告
- AKB CHALLENGE U-CAN! 2014（2014年播出，挑戰考取藥膳料理師執照，U-CAN（日语：ユーキャン））
- Toyota 5大陸走破 - 工場女工篇（2016年2月播出，TOYOTA GAZOO Racing）
- LIVE!LIVE!LIVE! いざ競輪場へ（共三段2016年3月，7月及10月，KEIRIN）
- ベンザブロックSプラス 「川栄さんのかぜ」篇 （2016年9月，タケダ）
- 試験で1UP 隣の受験者の証言篇（2017年1月，住友生命）

### 平面代言

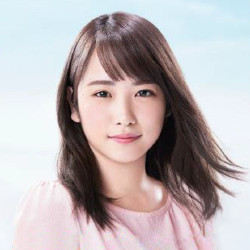
川榮李奈登上第48屆眾議院議員總選舉的選舉啟發海報（2017年）

- 第18屆統一地方選舉宣導海報（2015年，神奈川縣選舉管理委員会）[137]
- 2016年度「打擊詐騙電話隊」支援大使（2016年12月－，全國銀行協會）[138]
- 第48屆眾議院議員總選舉選舉啟發代言人（2017年，總務省）[139][140]
- 家暴與兒童虐待諮詢窗口宣導活動導覽大使（2020年11月4日－，內閣府）[141]
- 「正確就醫方式推廣計畫」親善大使（2024年11月12日－，厚生勞動省）[142]

### MV
- Super Junior 圭賢《Celebration～通往你的桥梁～（日语：Celebration〜君に架ける橋〜）》（2016年）[143]
- 絢香「サクラ」（2018年）[144]
- GENERATIONS from EXILE TRIBE 「You & I」（2020年6月17日 ）[145]

### 活動
- 職棒比賽 歐力士野牛 vs 福岡軟銀鷹 開球儀式（2017年8月1日，京瓷巨蛋大阪）[146]

## 書籍

### 寫真書
- 從這裡開始（これから；2016年1月20日）ISBN 978-4344028135[147]
- F.I.L.M.（2017年9月30日，東京新聞通信社）ISBN 978-4863366916[148]

### 日曆
- 桌曆 AKB48-153 川榮李奈日曆 2013年（2012年12月7日）
- 掛曆 川榮李奈日曆 2014年（2013年12月6日）
- 桌曆 川榮李奈日曆 2014年（2013年12月6日）

## 獎項
2018年
- 夕張國際奇幻影展2018 -「京樂映畫PRESENTS新銳獎」女演員部門[149]

2019年
- 運動鞋最佳穿搭獎2019 - 女演員部門[150]
- HAIR OF THE YEAR 3（2019年）- 女性藝人部門[151]

2023年
- 最佳造型獎2023 - 女性部門[152]

## 外部連結
- 川栄李奈官方網站 （页面存档备份，存于）（日語）
- 川栄李奈（页面存档备份，存于） - avex management Web（日語）
- 川榮李奈的X（前Twitter）（日語）
- 川榮李奈的Ameba部落格（日語）（页面存档备份，存于）
- 川榮李奈的Instagram帳戶（2017年1月13日－）（日語）
- 川榮李奈的Google+（日語）